# Melica transsilvanica
Melica transsilvanica là một loài thực vật có hoa trong họ Hòa thảo. Loài này được Schur mô tả khoa học đầu tiên năm 1853.